# Perfluorohesan
Perfluoroheksan ili tetradekafluoroheksan, je fluorougljenik. On je derivat heksana u kome su svi atomi vodonika zamenjeni atomima fluora. On se koristi u formulacijama elektronske rashladne tečnosti/izolatora Fluorinerta za nisko temperaturne primene, jer ima nisku tačku ključanja 56 ° i smrzavanja -90 °. On je bezbojna i bezmirisna materija. Za razliku od tipičnih ugljovodonika, on ima heliksnu strukturu ugljenične osnove.